# Кортик (повесть)
Ко́ртик — повесть Анатолия Рыбакова 1948 года. Первое крупное произведение автора, первая книга трилогии «Кортик» — «Бронзовая птица» — «Выстрел».
Книга переведена на множество языков, дважды экранизирована — в 1954 и 1973 гг.

## Сюжет
Действие повести начинается в вымышленном городе Ревске (прототипом Ревска, по признанию автора книги, явился город Сновск) в период Гражданской войны в России (1921 год). В руках главного героя — Миши Полякова, приехавшего из Москвы на лето, в результате цепочки обстоятельств оказывается офицерский кортик XVIII века без ножен. Прежний хозяин кортика, потомственный морской офицер, был убит в 1916 году за несколько минут до взрыва линкора «Императрица Мария». С кортиком связана какая-то тайна — в его рукоятке спрятано зашифрованное письмо. Известно, что сохранились ножны, они находятся у белогвардейца Никитского, служившего на линкоре вместе с погибшим хозяином кортика, который ведёт охоту за кортиком.
Через некоторое время Миша уезжает в Москву, где со своими лучшими друзьями Генкой и Славой пытаются разгадать тайну зашифрованного письма. Выясняется, что в рукоятке кортика находится лишь половина зашифрованного письма, а другая находится в ножнах. Письмо зашифровано старинным шифром «литорея» так, что прочесть его сможет только обладатель обеих частей письма. В Москве появляется и Никитский. Мальчики устраивают за ним слежку, им удаётся хитростью завладеть ножнами к кортику. Следы Никитского приводят к подпольной контрреволюционной организации, а шифрованное письмо — к тайнику с материалами по затонувшему во время Крымской войны легендарному «Чёрному принцу» (а также о других судах, затонувших в разных морях планеты с ценными грузами). Одновременно разоблачён и арестован Никитский. В финале повести ребят принимают в комсомол.
В повести показана альтернативная версия появления ЭПРОН (Экспедиции подводных работ особого назначения), организации, созданной в начале советской власти под патронажем ОГПУ с целью пополнить партийную и государственную кассу за счёт подъёма сокровищ с затонувших кораблей.

## Экранизации
- Кортик (1954) — фильм режиссёров Владимира Венгерова и Михаила Швейцера.
- Кортик (1973) — фильм режиссёра Николая Калинина.